# La Mort de la Vierge (van der Goes)
La Mort de la Vierge est une peinture à l'huile sur panneau de chêne du peintre primitif flamand Hugo van der Goes. Achevée vers 1472–80, elle a pour thème la Vierge Marie sur son lit de mort entourée des douze apôtres. La scène est empruntée à La Légende dorée de Jacques de Voragine (XIIIe siècle) qui raconte comment les apôtres sont amenés, à la demande de Marie, sur des nuages par des anges dans une maison près du mont Sion pour demeurer à ses côtés au cours des trois derniers jours avant sa mort. Le troisième jour, Jésus apparaît dans un halo de lumière et entouré d'anges pour recueillir son âme, puis son corps ensuite. L'œuvre est conservée au musée Groeninge de Bruges.

## Histoire et description
La Mort de la Vierge est probablement une peinture de commande. Avec le retable de Monforte et le triptyque Portinari, il s'agit de l'une des œuvres les plus importantes de Van der Goes. C'est probablement l'une de ses dernières peintures, achevée avant sa mort. Selon l'historien de l'art Till-Holger Borchert, le panneau « fait partie des réalisations les plus impressionnantes et les plus matures sur le plan artistique de la peinture primitive des Pays-Bas ». Selon Lorne Campbell, le tableau est le « chef-d'œuvre le plus idiosyncratique » de Van der Goes.
Marie est représentée portant une robe bleue et une coiffe blanche, allongée sur un lit en bois, avec sa tête posée sur un oreiller blanc. Sa peau est fine et pâle, ses mains jointes en prière. Elle est entourée des douze apôtres qui se pressent autour de son lit. Pierre est vêtu de la robe blanche d'un prêtre et tient une bougie qui, dans le rituel de l'époque, sera remise à la femme mourante. Au-dessus d'elle, le Christ apparaît dans un halo de lumière, tenant ses bras ouverts pour recevoir l'âme de Marie, tandis que ses paumes sont ouvertes pour afficher les blessures subies au Calvaire. Par ce geste, le Christ s'identifie à la fois comme rédempteur et vainqueur de la mort.
Ce tableau marque une rupture dans le style de Van der Goes. La ligne devient plus importante, la mise en scène est éliminée, l'image manque de profondeur et est plus resserrée avec seulement le lit, la porte et le corps de la Vierge donnant des indications spatiales.  Les apôtres ne sont montrés ni de manière idéalisée traditionnelle, ni comme des figures conventionnelles, mais plutôt comme des individus uniques, affichant leur chagrin à travers une gamme d'expressions et de gestes, de la douleur et du désespoir à l'empathie et à la compassion. Parce que l'artiste n'a pas utilisé de représentation traditionnelle, il est difficile d'identifier chaque apôtre. 

Copie du tableau de Berlin, attribuée au Maître de la Mort de la Vierge d'Amsterdam, un suiveur de van der Goes,. Rijksmuseum, Amsterdam.

L'œuvre est la plus connue des nombreuses peintures de la mort de Marie attribuées à Van der Goes ou à ses suiveurs. Certains historiens de l'art, dont Friedrich Winkler (1964), pensent qu'il en a peint au moins trois versions, bien qu'il soit généralement admis que les croquis préparatoires réalisés pour l'œuvre de Bruges ont ensuite été copiés et reproduits sous forme de peintures par des suiveurs de la fin du XVe siècle. Deux peintures similaires déposées aux musées d'État de Berlin et à la National Gallery de Londres sont attribuées à « d'après Van der Goes ». On pense généralement qu'il s'agit de copies d'un dessin à la plume sur papier exposé au musée Herzog Anton Ulrich de Brunswick, probablement une copie d'un croquis préparatoire original de Van der Goes. Ces œuvres sont inversées en miroir par rapport à la peinture de Bruges. La photographie infrarouge montre que la composition a été planifiée de manière très détaillée avant l'application du sous-dessin. D'après l'historien de l'art Lorne Campbell, « il est possible que le dessin de Brunswick reflète l'une des premières idées de Van der Goes pour la peinture de Bruges, et que les peintures de Berlin, Prague et Londres reflètent lointainement un stade ultérieur de la composition du tableau ».

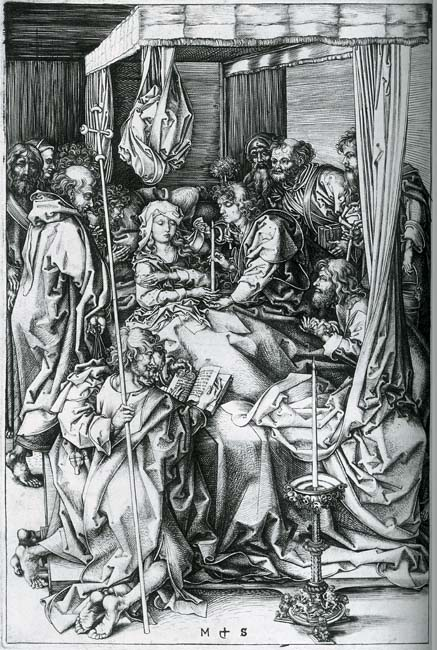
Martin Schongauer, La Mort de la Vierge, gravure, début des années 1470.

La peinture a fait l'objet d'intenses débats quant à sa date et sa signification. Van der Goes a passé les dernières années de sa vie plongé dans la dépression. Un certain nombre d'historiens de l'art (dont Max Friedländer) considèrent l'œuvre comme peinte vers 1480, lorsque l'artiste a commencé à montrer des signes de souffrance mentale, et l'interprètent ainsi comme une expression de sa maladie. La fin de la vie de l'artiste (mort en 1482 ou 1483), marquée par la dépression et la folie, est connue depuis la découverte en 1863 d'une chronique de son contemporain Gaspar Ofhuys. Ce texte décrit une nuit de 1480 lors de laquelle van der Goes commença à parler avec passion de la damnation de son âme et tenta de se suicider.
Ce récit renforce l'importance du tableau aux yeux des peintres de la fin du XIXe siècle. Vincent van Gogh mentionne Van der Goes trois fois dans ses lettres : d'abord en 1873 à son frère Théo ; et à deux autres reprises, lorsqu'il écrit qu'il s'identifie au portrait du peintre par Émile Wauters. L'historien de l'art Erwin Panofsky décrit Van der Goes comme « le premier artiste à vivre selon un concept inconnu au Moyen Âge mais chéri par l'esprit européen depuis toujours, le concept d'un génie à la fois béni et maudit par sa différence par rapport aux êtres humains ordinaires ». Panofsky poursuit en décrivant comment la planéité de l'œuvre représente une « irrationalité de l'espace, de la lumière, de la couleur, [l'expression] de la maladie mentale de l'artiste ».
D'autres historiens de l'art, dont Dirk De Vos et Susan Koslow, rejettent cette thèse et soutiennent qu'une conception personnelle de la scène n'aurait pas été acceptable pour les commanditaires de la peinture. Selon eux, le style épuré et compact est dû à un désir de « souligner la solennité de l'événement et sa nature miraculeuse, Van der Goes considérant peut-être que la richesse matérielle serait distrayante et indécente ». 
Van der Goes est un artiste progressiste et original, mais en même temps fortement influencé par ses contemporains et prédécesseurs. L'inspiration pour ce travail peut être détectée dans La Mort de la Vierge de Petrus Christus (vers 1457–1467) et par les œuvres attribuées à l'atelier de Rogier van der Weyden. Le tableau présente une similitude frappante avec la gravure du même nom de Martin Schongauer (vers 1470–1475), en particulier dans son ton général ainsi que dans la représentation de Marie et des apôtres assis à sa gauche. Pourtant, il existe des différences significatives : le lit de la gravure de Schongauer est à baldaquin et la répartition des apôtres est très différente dans les deux œuvres. Celle de Schongauer est datée au plus tard de 1475, et il un débat sur l'ordre chronologique des Mort de la Vierge de Schongauer et de van der Goes.

## Sources
- [Borchert 2011] (en) Till-Holger Borchert, Van Eyck to Dürer : the influence of early netherlandish painting on european art, 1430-1530, Thames & Hudson, 2011, 552 p. (ISBN 9780500238837)
- [Campbell 1998] (en) Lorne Campbell, The Fifteenth Century Netherlandish Schools, Londres, National Gallery, 1998, 464 p. (ISBN 9781857091717)
- [Koslow 1978] (en) Susan Koslow, « The Impact of the Modern Devotion on Hugo van der Goes's Death of the Virgin », Art History Sessions of the 66th Annual Meeting of the College Art Association of America,‎ 1978 (lire en ligne)
- [Ridderbos 2005] (en) Bernhard Ridderbos, Early Netherlandish paintings : rediscovery, reception, and research, J. Paul Getty Museum, 2005, 481 p. (ISBN 9780892368167)
- [Ridderbos 2007] (en) Bernhard Ridderbos, « Hugo van der Goes's "Death of the Virgin" and the Modern Devotion: an analysis of a creative process », Oud Holland, vol. 120, nos 1/2,‎ 2007 (DOI 10.1163/187501707X00248, JSTOR 42712226, lire en ligne)